# Jimmy Rogers
James Arthur Lane, mer känd som Jimmy Rogers (artistnamnet tog han efter sin styvfar), född 3 juni, 1924 i Ruleville, Mississippi, död 19 december, 1997 i Chicago, Illinois, var en amerikansk Chicago Bluessångare, -gitarrist, och -munspelare som är mest känd för att vara gitarrist i Muddy Waters band på femtiotalet.
Han hade även en framgångsrik solokarriär med flera populära singlar, bland annat That's All Right, Chicago Bound, Walking by Myself, och Rock This House. I slutet av femtiotalet drog han sig tillbaka från musikindustrin men gjorde comeback på sjuttiotalet.

## Karriär
Rogers tillsammans med Little Walter var med och grundade Muddy Walters första band i Chicago 1947. Bandet kallade sig själva för the Headhunters på grund av sin vana att våldgästa andra bands spelningar och överta spelningen genom överlägsen scennärvaro och dito framträdande.
Han rönte framgång som soloartist på femtiotalet med låten That's All Right, utgiven av Chess Records, men han stannade kvar i Waters band till andra halvan av femtiotalet. Han spelade första- eller andragitarr på Muddy Waters:
- Baby Please Don't Go.
- I’m Your Hoochie Coochie Man.
- I Just Want to Make Love to You.
- I'm Ready.
- Trouble No More.
- Got My Mojo working.

Även efter att han lämnat bandet fortsatte de två att vara vänner. I mitten av femtiotalet hade Rogers flera hitar, de flesta av dem antingen med Little Walter eller Big Walter Horton som gästmusiker. 
I slutet av femtiotalet då intresset för bluesmusik avtog drog han sig gradvis tillbaka från musikindustrin. Han var en kort tid medlem i Howling Wolfs band på det tidiga sextiotalet innan han slutligen drog sig tillbaka helt.
Efter att han lämnat musikindustrin arbetade han ett tag som taxichaufför och som klädaffärsinnehavare. Klädaffären brann upp i upploppen som följde på mordet på Martin Luther King Jr. i Chicago 1968.
Han återvände till musiken på sjuttiotalet och spelade in sin första LP 1972, Gold-Tailed Bird och fortsatte spela in ett antal album efter det. Störst framgång hade han med albumet Ludella där bland andra That's All Right ingick. Från och med 1982 var han åter en heltidsmusiker. 
Rogers själv valdes in i Blues Hall of Fame 1995, och hans That's All Right valdes 2016 in som en Classic of Blues Recording vilket ger den status som en "Blues Standard" (en melodi som fått sådan spridning och igenkänning att den blivit en del av det allmänna bluesarvet). 
Rogers fick tjocktarmscancer men fortsatte turnera och spela in musik ända fram till slutet. Vid sin bortgång arbetade han på ett stjärnspäckat projekt där bland andra Jeff Healey, Eric Clapton, Keith Richards, Mick Jagger, Taj Mahal, Stephen Stills, Jimmy Page och Robert Plant medverkade. Han hann inte färdigställa skivan som i stället fick ges ut postumt. 
Den fick namnet "The Jimmy Rogers All-Stars - Blues Blues Blues".